# Józef Aleksander Jabłonowski
Józef Aleksander Jabłonowski, né le 4 février 1711 et mort le 1er mars 1777 est un prince polonais, fondateur d'une société savante Towarzystwo Naukowe Jabłonowskich.  

## Sources
Cet article comprend des extraits du Dictionnaire Bouillet. Il est possible de supprimer cette indication, si le texte reflète le savoir actuel sur ce thème, si les sources sont citées, s'il satisfait aux exigences linguistiques actuelles et s'il ne contient pas de propos qui vont à l'encontre des règles de neutralité de Wikipédia.
- Notices d'autorité :   - VIAF
  - ISNI
  - BnF (données)
  - IdRef
  - LCCN
  - GND
  - Pologne
  - NUKAT
  - Tchéquie
  - WorldCat